# 털여뀌
털여뀌는 마디풀과에 딸린 한해살이풀이다. 북반구 도처에 서식한다. 노인장대라고도 부른다.

## 생태
길가나 빈터에서 자라며 키가 1~2 미터에 달해 한국에 서식하는 여뀌속 중 가장 크다. 줄기 전체에 털이 많으며 굵고 윗 부분에서 줄기가 많이 갈라진다. 잎은 어긋나고 넓은 달걀 모양이거나 달걀꼴 심장 모양이며 길이 10~20 센티미터, 너비 7~15 센티미터로 꽤 크다. 끝이 뾰족하고 가장자리는 밋밋하며 앞뒤로 털이 난다. 꽃은 7~9월에 가지 끝 이삭꽃차례에 여러 개가 빽빽하게 달려 핀다. 꽃차례의 길이는 5~12 센티미터 정도이며 벼이삭처럼 밑으로 드리운다. 꽃은 붉은색이며 꽃잎은 없고 수술이 8개인데 꽃받침보다 길다. 열매는 길이 3mm 정도의 수과로 흑갈색이며 꽃받침에 싸여 익는다.

## 사진

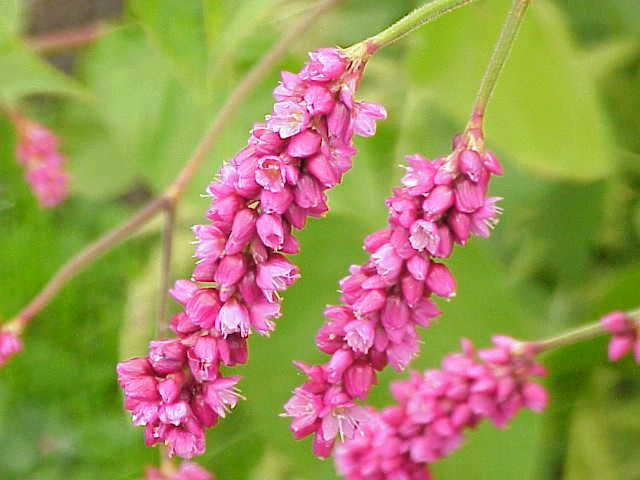
붉은 꽃
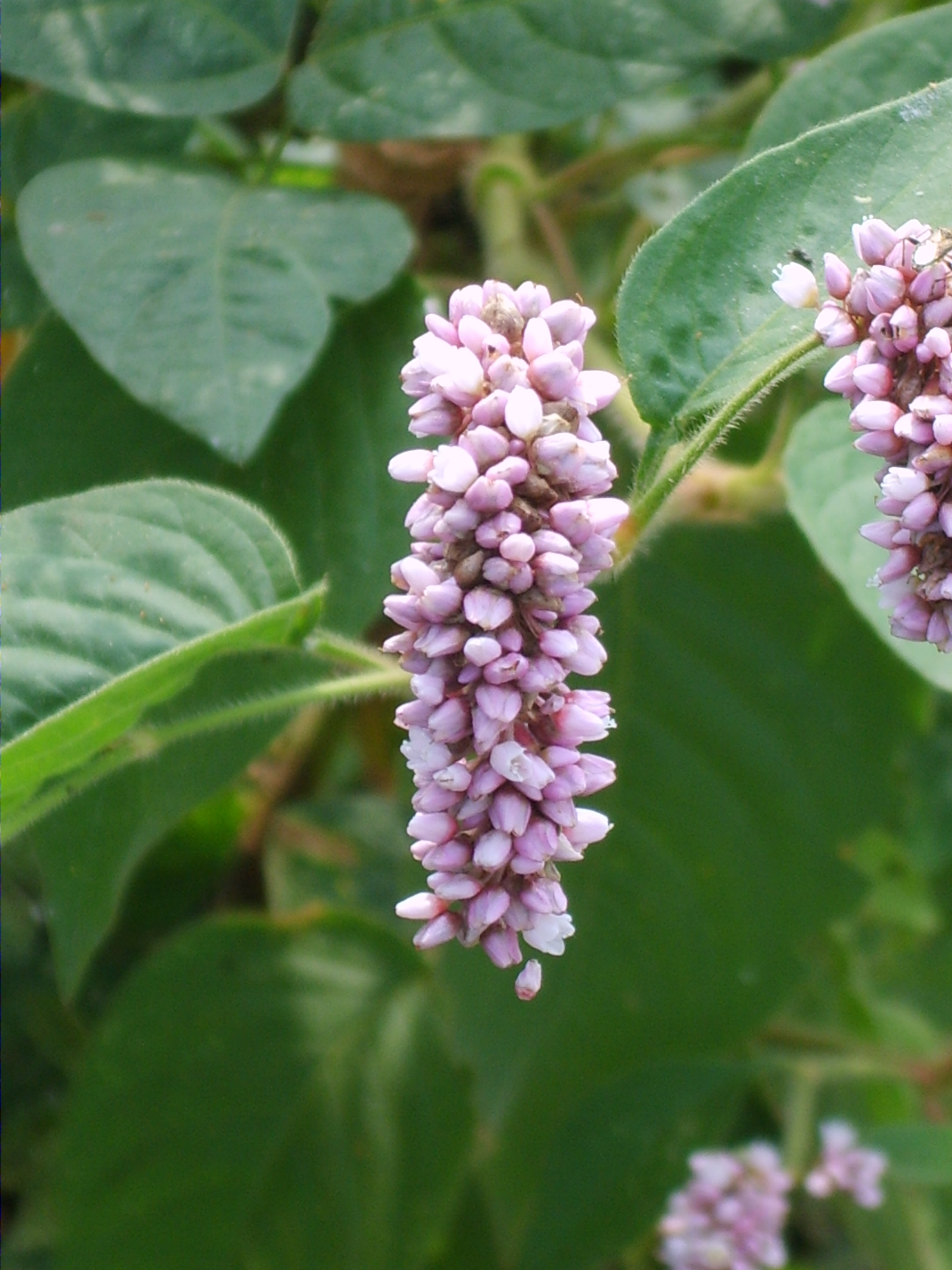
이삭꽃차례
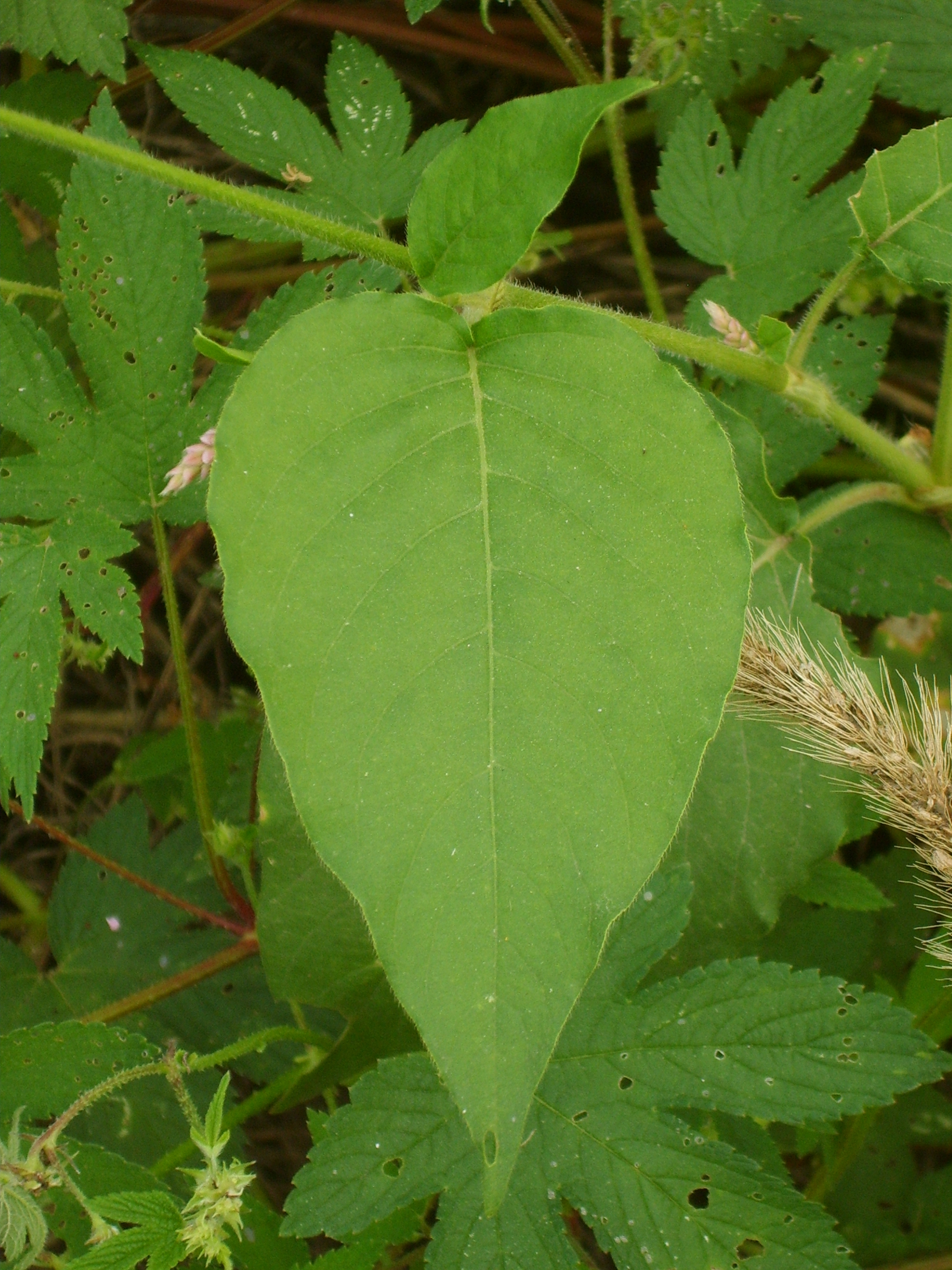
잎

## 참고 문헌
- 고경식; 김윤식 (1988). 《원색한국식물도감》. 아카데미서적.